# Хилъри Клинтън
Хилъри Даян Родъм Клинтън (на английски: Hillary Diane Rodham Clinton) е американски политик, 67-ия държавен секретар на САЩ в първата администрация на президента Барак Обама, бивш сенатор от щата Ню Йорк в Сената на САЩ и съпруга на 42-рия президент на САЩ Бил Клинтън. Първа дама на САЩ в периода 1993 – 2001 година.
След предварителните избори е избрана за кандидат-президент на Демократическата партия на 26 юли 2016 г. Тя е първата жена кандидат за президент, излъчена от една от двете основни партии в Америка.

## Първа дама на САЩ
Като съпруга на Бил Клинтън, който е президент на САЩ, тя е Първа дама от 20 януари 1993 г. до 20 януари 2001 г. Едно от най-тежките ѝ изпитания в този период е сексаферата на съпруга ѝ с Моника Люински. Освен че това довежда до огромен политически и обществен скандал, но оказва и влияние върху брака ѝ с него. Мадлин Олбрайт, като семейна приятелка ѝ помага да преодолее тази криза.

## Сенатор от сената на САЩ
Хилари Клинтън е сенатор в периода от 3 януари 2001 г. до 21 януари 2009 г. от щата Ню Йорк.

## Държавен секретар на САЩ
След изборите през 2008 г. е поканена от новия президент Барак Обама да заеме от 26 януари 2009 г. поста на Държавен секретар на САЩ в правителството му.
В разгара на кандидат-президентската кампания през 2012 година, тя обявява, че в началото на 2013 г. ще напусне поста на Държавен секретар. Политически анализатори определят това, като нейна заявка да участва на изборите за президент на САЩ през 2016 година.
Последният ден на Хилари Клинтън на длъжността държавен секретар на САЩ е в петък – 1 февруари 2013 г. В четвъртък Клинтън изнася реч за приоритетите във външната политика.
Сенатът на САЩ утвърди на поста на ръководител на външнополитическото ведомство на САЩ сенатора Джон Кери.

## Кандидат-президентска кампания през 2008 г.
В писмо и видеообръщение на своя сайт сенатор Хилъри Клинтън обявява, че ще се състезава за номинацията на Демократическата партия на следващите президентски избори в САЩ през 2008 г. Тя прави това с думите „Участвам, за да победя“.
На първичните избори, тя се състезава за номинацията на Демократическата партия на САЩ, като неин основен конкурент се явява сенаторът от Илинойс Барак Обама. След „супер вторника“ – 5 февруари 2008 г., в който 24 щата гласуват за делегати, Хилари спечелва праймърите в 9 щата, които ѝ дават 832 делегата. Обама спечелва праймърите в 14, но по-малки щата, което му дава 821 делегата.
Хилъри Клинтън губи надпреварата с Обама, който впоследствие е избран за президент на САЩ, през ноември 2008 г. Тя се присъединява към екипа му като шестдесет и седмият Държавен секретар на САЩ.

## Кандидат-президентска кампания през 2016 г.
На 26 юли 2016 г. Клинтън печели номинацията на партията с 2842 делегати, докато основният ѝ опонент, Бърни Сандърс, печели 1865. В знак на партийно обединение, Сандърс отправя молба към гласувалите за него делегати да подкрепят Хилъри Клинтън.
На 9 ноември 2016 г. излизат първите резултати от президентските избори, които отчитат, че макар и Клинтън с 65 853 516 гласа да е събрала почти 3 милиона гласа повече от опонента си, кандидатът на Републиканската партия Доналд Тръмп (62 984 825 гласа) е събрал повече гласове от Избирателната колегия и става 45-ият президент на САЩ.